# Апостольский нунций в Лихтенштейне
Апостольский нунций в Княжестве Лихтенштейн — дипломатический представитель Святого Престола в Лихтенштейне. Данный дипломатический пост занимает церковно-дипломатический представитель Ватикана в ранге посла. Апостольским нунцием в Лихтенштейне по совместительству является апостольский нунций в Швейцарии, с резиденцией в Берне. Апостольская нунциатура в Лихтенштейне была учреждена на постоянной основе в 1985 году.
В настоящее время Апостольским нунцием в Лихтенштейне является архиепископ Мартин Кребс, назначенный Папой Франциском с 3 марта 2021 года.

## История
Апостольская нунциатура в Лихтенштейне, в качестве постоянной нунциатуры, была учреждена в 28 августа 1985 года Папой Иоанном Павлом II по совместительству с апостольской нунциатурой в Швейцарии. С учреждением апостольской нунциатуры в Лихтенштейне, апостольский нунций в Швейцарии стал апостольским нунцием в Лихтенштейне, по совместительству. Однако апостольский нунций не имеет официальной резиденции в Лихтенштейне, в его столице Вадуце и является апостольским нунцием по совместительству, эпизодически навещая страну.

## Апостольские нунции в Лихтенштейне
- Эдоардо Ровида (26 января 1985 — 15 марта 1993 — назначен апостольским нунцием в Португалии);
- Карл Йозеф Раубер (16 марта 1993 — 25 апреля 1997 — назначен апостольским нунцием в Венгрии);
- Ориано Киличи (8 июля 1997 — 2 ноября 1998);
- Пьерджакомо де Николо (21 января 1999 — 8 сентября 2004);
- Франческо Каналини (8 сентября 2004 — 28 мая 2011);
- Диего Каузеро (28 мая 2011 — 5 сентября 2015);
- Томас Эдвард Галликсон (5 сентября 2015 — 31 декабря 2020, в отставке);
- Мартин Кребс (3 марта 2021 — по настоящее время).